# IFK Arboga
Le IFK Arboga est un club de hockey sur glace de Arboga en Suède. Il évolue en Division 1, troisième échelon suédois.

## Historique
Le club évoluait en Allsvenskan depuis 1999 mais est relégué en Division 1 en 2007.

## Palmarès
- Aucun titre.